# Eutelia pictatrix
Eutelia pictatrix là một loài bướm đêm trong họ Noctuidae.